# Sascha Korf

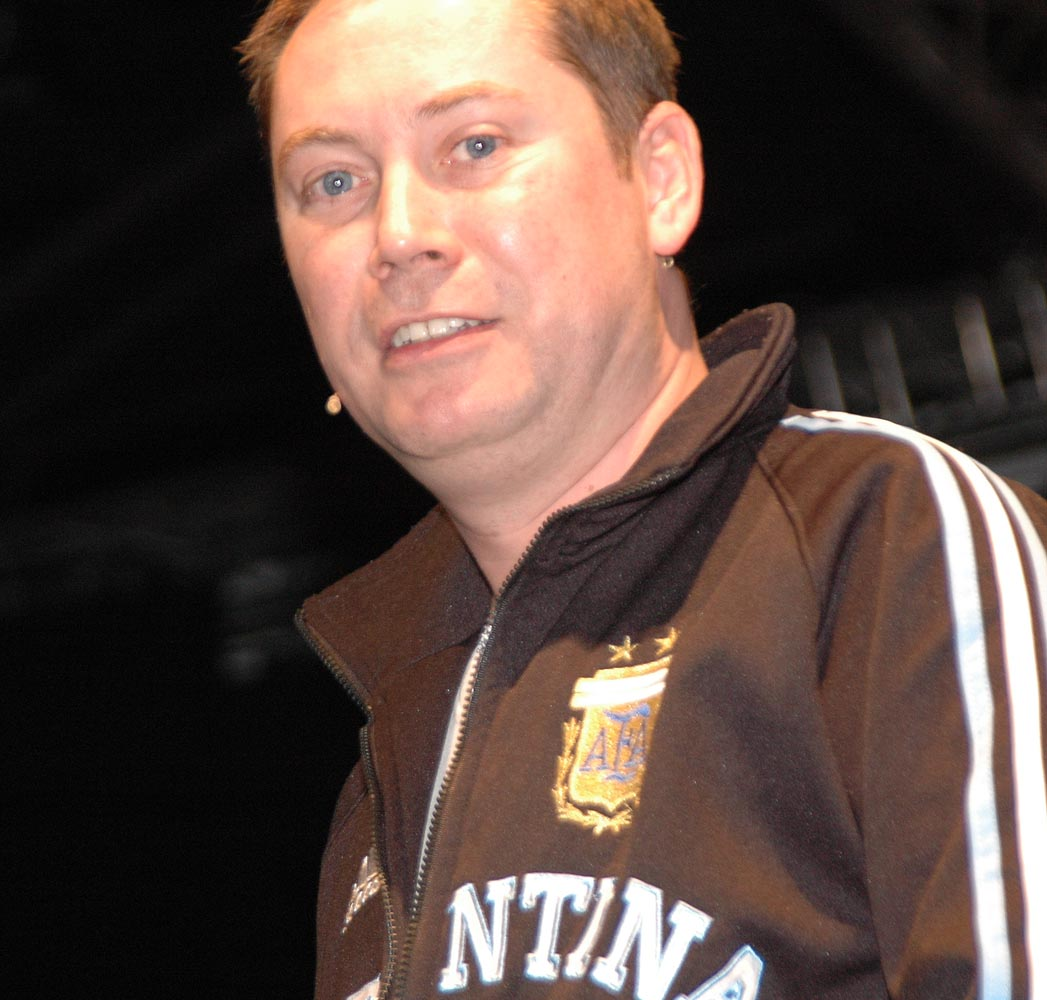
Sascha Korf bei seinem Auftritt auf der 22. Kulturbörse in Freiburg 2010

Sascha Korf (* 2. April 1968 in Paderborn) ist ein deutscher Moderator, Komiker, Improvisationskünstler und Schauspieler.

## Werdegang
Sascha Korf, der die ersten 10 Lebensjahre in Spanien aufwuchs, absolvierte von 1990 bis 1994 eine Schauspielausbildung sowie eine Lehre zum Theaterpädagogen. Als Bühnenmoderator wirkte er von 1996 bis 2003 unter anderem beim Christopher Street Day in Köln mit. Seit 1999 ist er zudem Texter, unter anderem für Anka Zink (7 Tage, 7 Köpfe) und Marijke Amado (Blond am Freitag) und Kolumnist für diverse Zeitungen. Sein Improvisationstalent bildete er 2001 bei Keith Johnston in Calgary, Kanada aus.
Bei dem Theaterstück Der nackte Wahnsinn im Gloria-Theater führte Korf Regie und übernahm die Rolle des Garry Lejeune. Im Gloria-Theater spielte er außerdem in der Komödie Ganz oder gar nicht! mit und erfand 2005 Gloria Crown, einen Impro-Wettkampf, und die Gloria Sitzung (Karnevalssitzung).
Seit 2002 ist Korf immer wieder beim Quatsch Comedy Club mit einem Stand-Up-Auftritt oder als Moderator zu sehen. Von 2006 bis 2007 war er Autor und Darsteller bei Fang den Mörder. Korf hatte Soloauftritte beim Grand Prix Vorentscheid 2006 sowie Gastauftritten bei den Stegreif-Shows Schillerstrasse, Frei Schnauze, Durchgedreht!, Nightwash und Comedy Lab. Außerdem ist er fast jedes Jahr beim Kleinen Fest in Hannover mit dabei.
Die Premiere seines ersten Soloprogramms Tausendsascha feierte er im Rahmen des Köln Comedy Festivals im Oktober 2007 im Gloria-Theater Köln. Sein zweites Soloprogramm mit dem Titel Wer zuletzt lacht, denkt zu langsam hatte im Oktober 2011 Premiere in Köln im Theater Gloria. Im Oktober 2014 feierte Korf mit seinem Soloprogramm Wer zuerst lacht, lacht am längsten in Köln im Theater Senftöpfchen Premiere. Sein aktuelles Programm Aus der Hüfte, fertig, los! feierte im Oktober 2017 ebenfalls im Theater Senftöpfchen Premiere. Außerdem ist er Autor und Coach für zahlreiche Produktionen und Künstler, u. a. Chris Tall.

## Soloprogramme
- 2007: Tausendsascha
- 2011: Wer zuletzt lacht, denkt zu langsam
- 2014: Wer zuerst lacht, lacht am längsten
- 2017: Aus der Hüfte, fertig, los!
- 2019: …denn er weiß nicht, was er tut.
- 2022: VENI, VIDI, WITZIG! - er kam, er sprach, sie lachten

## Fernsehauftritte
- 1996–2000: Rosa Sitzung, Karnevalshow
- 1999: Grand Prix Colonia
- 2003: Anderstrend
- 2003: Nikola, Comedyserie
- 2004: Blitz (Sascha ist der Improkönig)
- 2004: Star Search II
- 2002–2006: Nightwash
- 2006: Schillerstraße, Sat.1
- 2006: Grand Prix Gala
- 2007: Frei Schnauze
- 2007: Teammitglied bei Comedy Central
- 2008: WDR Funkhaus
- 2008: Kabarett aus Franken, BR
- 2008: SWR3 latenight
- 2009: Genial daneben – Die Comedy Arena, Sat.1
- 2013: Durchgedreht!, ZDF
- 2014: Comedy mit Karsten, MDR
- 2014: NRW Duell, WDR
- 2014–2015: Stratmanns, WDR
- 2015: Jetzt wird’s schräg, Sat.1
- 2015: Kabarett in Franken
- seit 2017: Strassenstars, hr
- 2018–2019: Mord mit Ansage – Die Krimi-Impro Show, Sat.1

## Auszeichnungen
- Business Theaterpreis 1. Platz LIFO®award
- Tegtmeiers Erben, beste Bühnenfigur
- Goldener Quasselkasper, bester Sprachbeitrag
- Das Goldene Ei, bester Improvisationsschauspieler, Springmaus Bonn
- Goldener rik, Leserpreis, bester Kölner Künstler
- 2007: Best of Schenkelklopfer – Publikumspreis Neuss
- 2008: Dattelner Kleinkunstpreis
- 2008: Lindener Spezialist – Publikumspreis
- 2009: Hamburger Comedy Pokal – 1. Platz
- 2009: Tuttlinger Krähe – Publikumspreis
- 2009: Fränkischer Kabarettpreis – 1. Platz
- 2013: Freiburger Leiter Theater – Fachpublikumspreis[3]
- 2014: Lüdenscheider Lüsterklemme
- 2014: Stuttgarter Besen – Publikumspreis
- 2015: Bremer Comedy Preis – Publikumspreis
- 2018: goldener Wasserhahn – Publikumspreis
- 2018: Böblinger Mechthild – Publikumspreis